# Erebia acoris
Erebia acoris är en fjärilsart som beskrevs av Hans Fruhstorfer 1918. Erebia acoris ingår i släktet Erebia och familjen praktfjärilar. Inga underarter finns listade i Catalogue of Life.